# Wilhelm Keilhaus
Wilhelm Keilhaus (11. prosince 1898 Hohenstein-Ernstthal – 10. ledna 1977 Karlsruhe) byl veterán první světové války a důstojník Waffen-SS za druhé světové války v hodnosti SS-Brigadeführer und Generalmajor der Waffen-SS (Generálmajor). Mimo jiné byl držitelem mnoha vojenských vyznamenání a ocenění jako je například Německý kříž ve zlatě.

## Mládí a první světová válka
Wilhelm Keilhaus se narodil 11. prosince roku 1898 v saském městě Hohenstein-Ernstthal do evangelické rodiny jako syn vládního úředníka Arthura Keilhause. Vychodil osm tříd základní školy v Saské Kamenici a následně se vyučil kuchařem.
Po vypuknutí války vstoupil k 15. lednu roku 1917 do císařské německé armády a byl zařazen jako vojín k 99. záložnímu pěšímu pluku (Reserve-Infanterie-Regiment Nr. 99), kde zůstává až do začátku března téhož roku.
Následně byl přeřazen ke 162. pěšímu pluku (Infanterie-Regiment Lübeck (3. Hanseatisches) Nr. 162), se kterým se účastnil bojů na frontě, kde byl dvakrát raněn a vysloužil si oba dva stupně železného kříže. U téhož pluku absolvoval také nejdříve střelecký kurz a poté i pěchotní školu ve Wünsdorfu.
Po prohrané válce a následné nucené demobilizaci opouští armádu 7. srpna roku 1919 v hodnosti Unteroffizier (Desátník).

## Období před druhou světovou válkou
Po válce se Keilhaus rozhodne vstoupit do služeb pruské bezpečnostní policie v Berlíně jako nižší strážmistr (Unterwachtmeister). V říjnu následujícího roku přestupuje k ochranné policii také v Berlíně a postupem času a po absolvování místní policejní školy dosahuje hodnosti hlavního strážmistra (Hauptwachtmeister).
Zároveň vstupuje k 1. dubnu roku 1932 do řad jednotek SA (Sturmabteilung) a k 1. prosinci téhož roku i do NSDAP (Národně socialistická německá dělnická strana).
K počátku března roku 1933 přestupuje ke skupině zemské policie "Wecke" (Landespolizeigruppe Wecke), kde je zařazen ke zpravodajskému oddělení. Zde zůstává až do prosince téhož roku, kdy je přeřazen ke skupině zemské policie "General Göring" (Landespolizeigruppe General Göring).
K 1. dubnu roku 1934 přestoupil ze služeb policie k jednotkám SS (Schutzstaffel) s hodností SS-Untersturmführer (Poručík) a byl zařazen k „Leibstandarte SS Adolf Hitler“ jako důstojník mající na starosti zpravodajské záležitosti u I. praporu.
Poté, co byla jeho jednotka 17. října roku 1934 rozšířena, tak byl Keilhaus, nyní již v hodnosti SS-Obersturmführera (Nadporučík), jmenován velitelem zpravodajské čety „Leibstandarte SS Adolf Hitler“.
Ve funkci působí krátce, neboť k 1. listopadu téhož roku je odeslán na cvičení plukovních zpravodajských jednotek. Zde podstoupil výcvik týkající se telefonních komunikačních systémů a posléze i vedl rádiový výcvik a lehký zpravodajský výcvik pro střelecké a kulometné roty a pro kurýrní psy.

## Druhá světová válka
Po dokončení kurzu byl Keilhaus jmenován velitelem zpravodajské roty pěšího pluku SS „Leibstandarte SS Adolf Hitler“. S plukem se účastnil anšlusu Rakouska a později i obsazení Sudet

## Život po válce
Keilhaus byl nejprve držen v zajateckém táboře v Londýně a 2. srpna roku 1947 byl následně převezen do speciálního zajateckého tábora Island farm č. 11, kde byli drženi i zajatí nejvyšší důstojníci německých ozbrojených sil jako byli např. polní maršálové Gerd von Rundstedt nebo Erich von Manstein. Zůstal zde až do konce října téhož roku.
Po svém propuštění se vrátil do Německa, kde později sloužil jako poradce u zpravodajských jednotek nově vznikajícího Bundeswehru. Umírá 10. ledna roku 1977 ve věku 78 let.

## Shrnutí vojenské kariéry

### Datum povýšení
- Soldat – 15. leden, 1917
- Gefreiter – 25. květen, 1918
- Unteroffizier – 18. září, 1918
- Polizei-Unterwachtmeister – 8. srpen, 1919
- Polizei-Wachtmeister – 1. prosinec, 1921
- Polizei-Oberwachtmeister – 1. říjen, 1925
- Polizei-Hauptwachtmeister – 1. duben, 1929
- SS-Untersturmführer – 1. duben, 1934
- SS-Obersturmführer – 4. červenec, 1934
- SS-Hauptsturmführer – 1. leden, 1935
- SS-Sturmbannführer – 20. duben, 1940
- SS-Obersturmbannführer – 20. duben, 1941
- SS-Standartenführer – 1. září, 1942
- SS-Oberführer – 9. listopad, 1943
- SS-Brigadeführer und Generalmajor der Waffen-SS – 20. duben, 1944

### Významná vyznamenání
- Německý kříž ve zlatě – 29. duben, 1942
- Velitel řádu rumunské Koruny s meči na stuze vojenské cti – 16. červenec, 1942
- Pruský železný kříž I. třídy – (první světová válka)
- Pruský železný kříž II. třídy – (první světová válka)
- Spona k pruskému železnému kříži I. třídy – 21. květen, 1940
- Spona k pruskému železnému kříži II. třídy – 25. září, 1939
- Medaile za východní frontu
- Královská bulharská medaile za statečnost III. třídy – 29. říjen, 1942
- Řád rumunské koruny III. třídy s meči – 3. září, 1942
- Odznak za zranění v černém – 20. únor, 1919
- Kříž cti
- Válečný záslužný kříž I. třídy s meči
- Válečný záslužný kříž II. třídy s meči
- Sportovní odznak SA ve zlatě
- Sudetská pamětní medaile se sponou Pražský hrad
- Medaile za Anschluss
- Říšsky sportovní odznak ve stříbře
- Služební vyznamenání NSDAP v bronzu
- Umrlčí prsten SS
- Čestná dýka Reichsführera-SS